# Castor und Pollux (Elefanten)

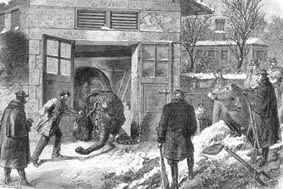
Tod von Castor und Pollux

Castor und Pollux hießen zwei Elefanten der Ménagerie du Jardin des Plantes in Paris, die im Dezember 1870 getötet wurden, um ihr Fleisch als Nahrungsmittel zu gewinnen.

## Die Elefantenschlachtung und ihr Hintergrund

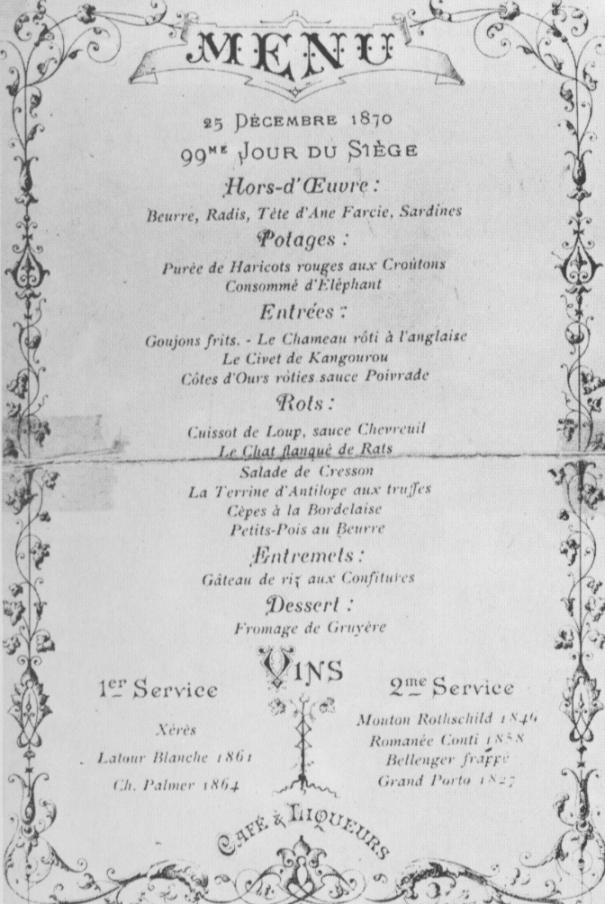
Speisekarte vom 25. Dezember 1870 mit einem Consommé d'Eléphant

Seit dem 19. September 1870 belagerten die deutschen Feldtruppen während des Deutsch-Französischen Krieges die Stadt Paris und beschossen sie systematisch. Die Belagerung dauerte bis zum 28. Januar 1871. Bereits im Herbst 1870 wurden die Vorräte der Stadt knapp. Als erstes gingen die Frischvorräte, wie Brot, Milchprodukte und Gemüse, zu Ende. Die Bevölkerung von Paris ernährte sich in der Folge von Pferdefleisch, das teuer bezahlt werden musste, dann auch von Katzen und Hunden. Ende 1870 richtete sich die Aufmerksamkeit auf die Tiere in den Zoos.
Pflanzenfresser wie zum Beispiel Antilopen, Kamele und Zebras wurden an die Fleischer verkauft und geschlachtet. Affen kamen nicht zum Verzehr, das Flusspferd wurde als zu teuer verschont. Die beiden Elefanten Castor und Pollux aus dem Jardin des Plantes wurden im Dezember 1870 erschossen, ihr Fleisch wurde von einer Boucherie erworben und verkauft.
Eine Speisekarte mit einem Weihnachtsmenü vom 25. Dezember 1870 bietet unter Potage ein Consommé d’Eléphant an. Elefantenfleisch galt als nicht wohlschmeckend. Bereits 1868 hatte ein Augenzeuge anlässlich der erfolgreichen Jagd auf den „Elefanten von Murten“ 1866 vermerkt, dass das an die Bevölkerung der schweizerischen Kleinstadt verteilte Fleisch „gestählte Zähne“ erfordere, um sich nicht eine „Indigestion herbeizuführen“, und es deshalb äußerst selten sei, „aus Elefantenfleisch einen gut mundenden schmackhaften Hasenpfeffer zu servieren“.